# SV Limburgia
El SV Limburgia fue un equipo de fútbol de los Países Bajos que alguna vez jugó en el Campeonato de los Países Bajos, la desaparecida primera división de fútbol en el país.

## Historia
Fue fundado el 9 de mayo de 1920 en la ciudad de Brunssum en Limburgo por un grupo de mineros de la ciudad. En 1927 se mudan al Parque Limburgia y cambia su nombre por el de SS Hendrik.
El 14 de julio de 1936 luego de una reunión de los directivos de club, se decide cambiar el nombre del club por el de Limburgia. Entre 1925 y 1929 el equipo militó en las divisiones regionales y en la temporada de 1945/46 llegan a jugar por primera vez a nivel nacional y en la temporada de 1949/50 ganan el título nacional por primera y única ocasión al vencer al final al Blauw Wit Amsterdam por un punto de diferencia.
Luego de que el fútbol en los Países Bajos se volviera profesional, el club perdió protagonismo. En 1963 desciende a la tercera división, en 1971 desciende a las ligas aficionadas y en 1998 el club desaparece luego de fusionarse con el RKBSV para formar al BSV Limburgia.

## Palmarés
- Campeonato de los Países Bajos: 1

1949/50